# Cirerer del Japó
El cirerer del Japó (Prunus serrulata, sinònim Cerasus serrulata (Lindl.)) és una espècie d'arbre caducifoli. Pertany a la familia de les rosàcies. Originari de l'est d'Àsia, on juntament amb Prunus jamasakura forma boscos en pujols de la Xina, Japó i Corea.

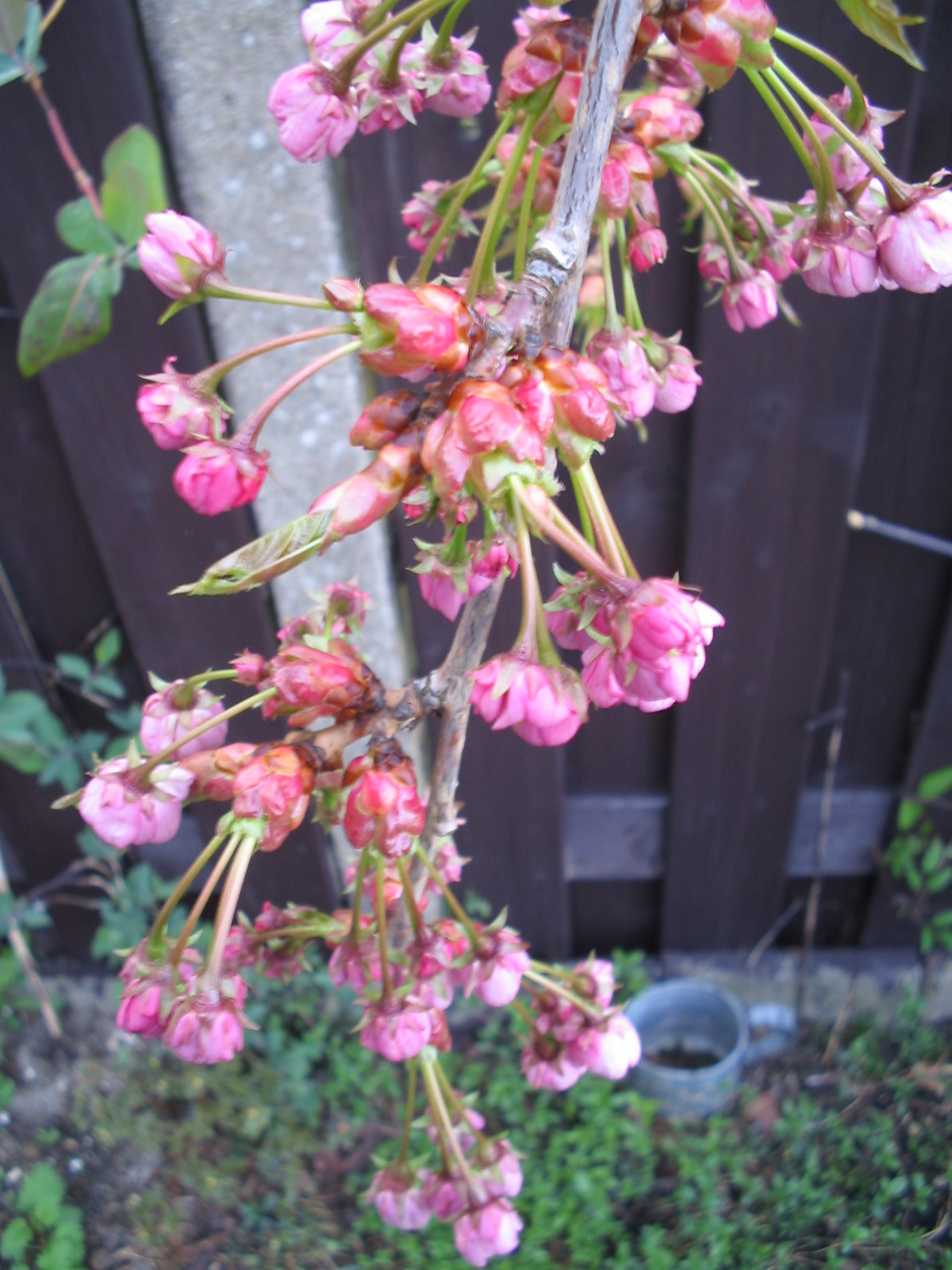
flors

## Descripció
Arbre de mida petita d'entre 8 i 12 m d'alt. Les fulles estan disposades alternades i són simples, ovato-lanceolades de 5 a 13 cm de llarg i de 2,5 a 6,5 cm d'ample amb marge serrat. Les flors, de blanques a rosades, es fan en raïms al mateix temps que les noves fulles apareixen a la primavera. El fruit, la cirera, és una drupa negra globosa de 8 a 10 mm de diàmetre.
És un arbre força resistent a les gelades i a la falta de pluges.

## Tractaments culturals
És de fàcil propoagació, mitjançants esqueixos, just després de la caiguda de la fulla. Generalment es cultiva en exemplars aïllats, grups de 3 o 5 o en alineacions. No necessita poda, només que s'han d'eliminar les branques danyades o mortes.
Existeixen diferents cultivars utilitzats en la jardineria: El més cultivat és el Kazan, cultivar molt vigoròs i amb un magnífic color de tardor; l'Amanogawa té les flors dobles, és de color rosa pàlid i forma de columna; el Kiku-shidare-sakura de port amb branques pendules, tipus desmai; el Tai Haku amb flors blanques i senzilles; la més fermosa potser és el Shirofugen i les seves flors són roses al brotar, blanques un cop obertes i tornen a tenyir-se de rosa abans de caure.
El Cirerer Japonès és perfecte per jardins urbans però a canvi, pot patir de plagues de pulgó que s'eliminen molt fàcilment amb un insecticida sistemàtic.

## Formes i varietats
Actualment no hi ha cap varietat acceptada però les següents estan en revisió:
- Prunus serrulata var. serrulata
- Prunus serrulata f. fugenzo
- Prunus serrulata var. pubifolia
- Prunus serrulata var. shimidsuii

## Usos
És molt usat com a arbre ornamental a gran part de les zones de clima temperat del món (també a Barcelona).
És vist com a part de la cultura japonesa sota la forma del Hanami. Al Japó, els especialistes en botànica realitzen prediccions per mirar d'endevinar el dia exacte que cauran els petals de Sakura a cada una de les regions. Just quan cauen els pètals, la gent s'hi reuneix a sota i celebra l'arribada del bon temps.